# Palais des congrès de Nagaragawa
Le palais des congrès de Nagaragawa (長良川国際会議場, Nagaragawa Kokusai Kaigijō) est un centre de congrès multifonctionnel dans la ville de Gifu, préfecture de Gifu au Japon. 
Avec le Gifu Memorial Center (en), le Nagaragawa Sports Plaza et le Mirai Hall, il fait partie du World Event and Convention Complex Gifu.

## Construction
Le palais des congrès a été construit pour promouvoir Gifu comme un bon site pour les grandes conventions et possède de nombreux attraits pour attirer à la fois les groupes nationaux et internationaux pour organiser des événements dans la ville. Le bâtiment est conçu par le célèbre architecte Tadao Andō, qui lui donne une forme d’œuf unique, ce qui le rend immédiatement reconnaissable.
Le centre qui ouvre ses portes le 1er septembre 1995, est géré par la ville de Gifu.

## Installations

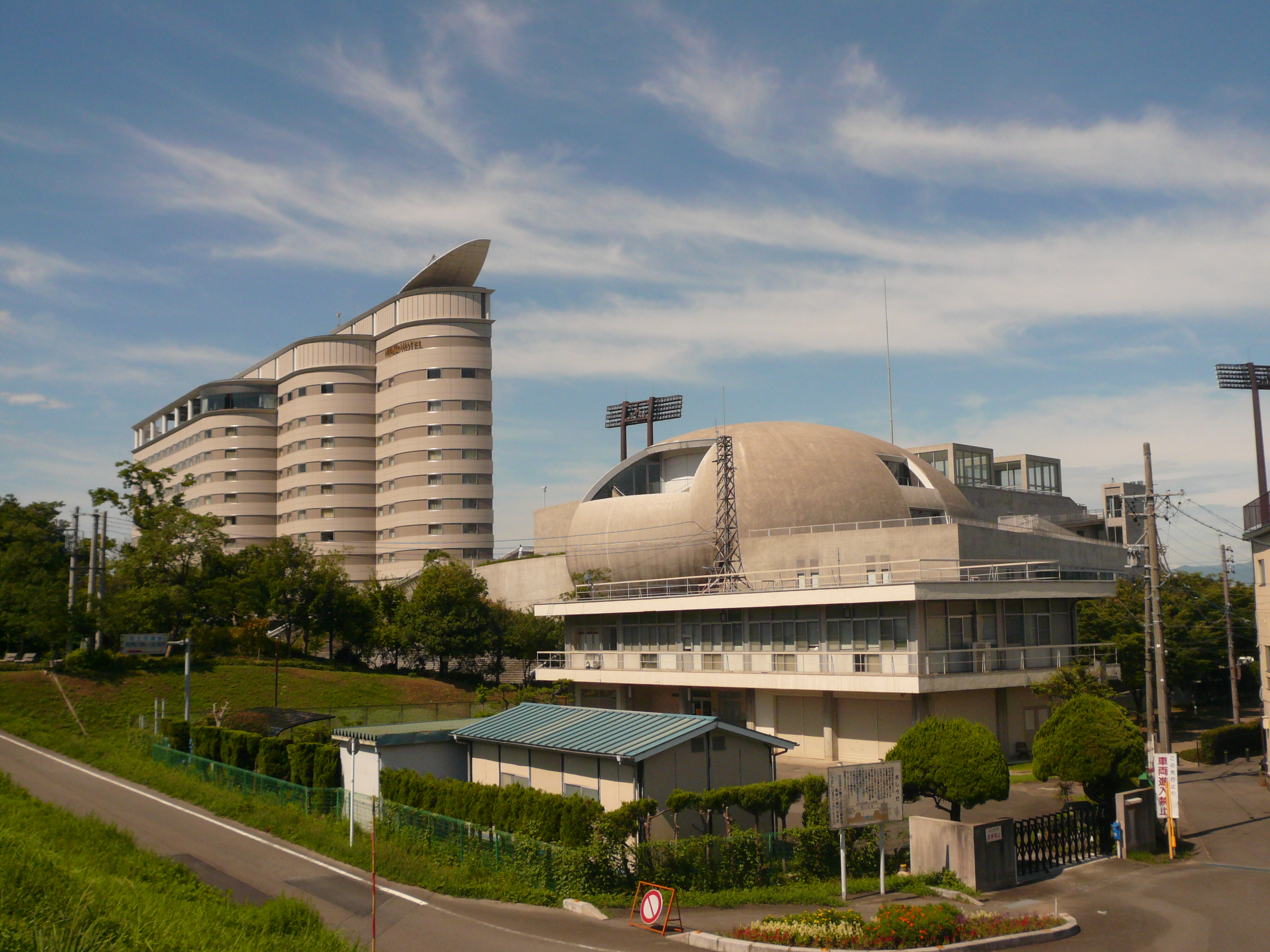
Le palais des congrès avec l'hôtel Gifu Miyako à l'arrière-plan

Il comprend un jardin de toiture.